# Даякадън
Даякадън или Тая кадън (на турски: Tayakadın) е село в Източна Тракия, Турция, Вилает Истанбул.

## География
Селото се намира северно от Арнауткьой, до Летище Истанбул.

## История
По време на кърджалийското време в Даякадън се заселват българи от село Карахамза. По-късно идват българи от Чирпанско, Калофер, Карнобатско, Ортакьойско, Софийско, Ямбол, Енидже Вардар.
Селото присъства в статистиката на професор Любомир Милетич от 1912 г. като българско село, без по-подробна информация за жителите му.
По време на Междусъюзническата война (1913) българите се изселват, като 8 семейства (41 души) са настанени в Бургаска околия, други в град Фере, Дедеагачка околия.

## Личности
Родени в Даякадън
- Янко Трендафилов, македоно-одрински опълченец, 22-годишен, 2-ра и 3-та рота на 8-а костурска дружина, убит при Султан тепе на 22 юни 1913[5][6]